# Borat Sagdiyev
 "Borat" omdirigeres hertil. For andre betydninger af Borat, se Borat (flertydig).
Borat Margaret Sagdiyev (Kyrilliske alfabet: Борат Сагдиев) er en fiktiv kasakhisk fjernsynsreporter, der spilles af den jødiske britiske komiker Sacha Baron Cohen. Borat er blevet meget populær i blandt andet Storbritannien gennem tv-serien af Sacha Baron Cohen, Da Ali G Show. I efteråret 2006 var der premiere på filmen Borat: Cultural Learnings of America for Make Benefit Glorious Nation of Kazakhstan, hvor han blev kendt internationalt. Rollen vandt Cohen en Golden Globe award i 2007 som bedste skuespiller i en film eller musical, og filmen blev nomineret for bedste spillefilm i den samme kategori. Filmen følger Borat på en tur til USA, da han skal lave en dokumentarfilm om «verdens bedste land». I løbet af indspilningen viser det sig imidlertid, at han bliver mere interesseret i at gifte sig med Pamela Anderson end i selve filmarbejdet. Filmen havde premiere i Danmark 3. november 2006.

## Opvækst og familie
Borat Sagdiyev, søn af Asimbala Sagdiyev og voldtægtsmanden Boltok (som også er hans bedstefar), blev født 30. juli 1972 i landsbyen Kusek, Kasakhstan, hvilket gør ham til 51 år i dag. (2023)
Hans mor er 43 år gammel, noget som ifølge Borat gør hende til den ældste kvinde i Kusek.
Borats forhold til moren virker ubehageligt, og han har tidligere udtalt: "Hun ville ønske, hun var blevet voldtaget af en anden mand". Han har også sagt: "Hun krammer mig aldrig, hun kan ikke lide mig".
Han har en lillesøster, der hedder Natalya, som han ofte taler dårligt om, hvilket han er stolt af. Natalya har vundet en pris for bedste "sex in mouth", som gjorde hende til Kasakhstans fjerdebedste prostituerede. I tillæg til sin søster har han to koner, en elskerinde, en kæreste og en prostitueret, som han har haft "sexy time" med ved flere anledninger.
Borat har også en lillebror, Bilo, som han refererer til som "my retarded brother Bilo".
Bilo er mentalt handicappet, så han er tvunget til at bo i et bur. Bilo har tilsyneladende 204 tænder (193 i munden og 11 i næsen), og han elsker at se på porno, som ifølge Borat ofte fører til "rub rub rub!".
Borat har vært gift flere gange i sit liv, og i en ung alder var han forlovet med sin halvsøster. Hans første kone, Oxana Sagdiyev, som var hans halvsøster og datter af Miriam Tulyakbay og voldtægtsmanden Boltok, blev erklæret død efter at være blevet voldtaget af en vild bjørn, mens hun gik en tur i skoven med Bilo. Borat blev ikke sørgmodig over denne tragedie; han fejrede det, og senere tog han en ny kone hjem med sig hjem, som han hævdede var "ikke kedelig".
Han er stolt far til 13 år gamle Hooeylewis (som er hans favoritbarn) og de 12 år gamle tvillinger Biram og Bilak, som har Borats søster Natalya til mor, og han har 17 børnebørn.
Han tog Hooeylewis med til England en gang i et forsøg på at sælge ham til "transvestitsangeren Madonna". Borat viser gerne billeder frem af sin søns store (17 cm) "chram". Han er nu gift med Luenell, en afro-amerikansk kvinde, han mødte, da han indspillede sin "dokumentarfilm" i USA fra 2006.
Borat gik på universitetet i Astana. Der studerede han engelsk, journalistik og pest. I løbet af sin studietid, opfandt han to nye pester og sendte dem til "møgluderne Usbekistan". I sin ungdom havde Borat en gris ved navn Igor som kæledyr, som han hævdede han elskede, men som han senere spiste sammen med sin familie, inklusive øjnene. For øjeblikket har Borat en okse, som hedder Pavel, på sit værelse i frygt for, at Johnny Breenski, Kuszeks farligste forbryder, vil dræbe ham.
I løbet af filmen skaffer Borat sig en bjørn ved navn Oxana som beskyttelse mod jøder på grund af, at en våbenhandler i Texas nægter at sælge ham en Desert Eagle.
Borat ser stærkt op til de politiske synspunkter, som kendes fra Josef Stalin. Borat er stærkt imod kvinderettigheder. I fritiden elsker Borat at spille ping-pong, danse, disko, solbade i sin grønne mankini, spytte, sidde i behagelige stole og tage billeder af uvidende kvinder, når de "make a toilet".

## Arbejde og hobby
Borat har tidligere arbejdet som isfremstiller og sigøjner-fanger, før han blev journalist. Borats hobbyer er blandt andet at hoppe på trampolin, ping-pong og skyde hunde, samt tage billeder af kvinder, når de er på toilettet.

## Forhold til myndighederne og andre mennesker
Selv om han har studeret engelsk, så er han ikke særlig god til sproget, og han kan til tider virke uciviliseret og uforståelig blandt andre mennesker. Desto mindre omtalt er han af myndighederne i Kasakhstan, som synes Borat giver seerne et forkert billede af landet. Men for kort tid siden blev det klart, at Kasakhstan har oplevet en øget turisme efter at Borat-filmen blev kendt i verden.
Filmen blev imidlertid ikke optaget i Kasakhstan, derimod i Rumænien i den lille landsby Glod.
Efter den nye film er Sacha Baron Cohen blevet sagsøgt flere gange af folk, som føler sig stødt og krænket af skuespilleren, blandt andet landsbyen som dele af filmen blev spillet ind i.
Filmen When Borat Came to Town (på dansk Carmen møder Borat), 2008, dokumenterer et af forsøgene på at protestere over for instruktøren ved at forsøge at demonstrere ved en filmpris-overrækkelse for filmen Borat.

## Opfølger
Sacha Baron Cohen har skrevet under på en kontrakt på en opfølger. Den skulle efter rygterne foregå i Alperne.

## Ord og udtryk
"Jagshemash" (polsk: Jak się masz), Hvordan går det?

"Eet`s nize", Det er flot, rigtig godt

"Wawawewa", Hurra! Udtryk for glæde

"Happy Times", Gode tider

"Sexytime", Seksuel omgang

"Romance / liquid Explosion", Sædudløsning

"Romance inside you", Samleje 

"Chenkuje" (polsk: dziękuję), Tak!

"Chram" (russisk: храм for "tempel"), Penis

"Hand relief", Onani 

"Vagine", Vagina 

"Very Nice", Meget fedt 

"Back pussy/Second pussy/Extra vagine", Anus 

"Loolee loolee", Homoseksuel